# Железнодорожный транспорт на Гаити
Железнодорожный транспорт на Гаити — один из видов грузового и пассажирского транспорта на острове Гаити.

## История
Первая железнодорожная линия на острове была построена в 1868 году. На этих первых дорогах применялась конная тяга. С 1897 года стали эксплуатироваться паровозы.
В 1905 году правительство Гаити предоставило США концессию на постройку железной дороги, но в условиях политической нестабильности работы велись медленно. В феврале 1915 года в результате военного переворота к власти в стране пришёл генерал Ж. В. Г. Сан, а 28 июля 1915 года США оккупировали Гаити силами морской пехоты. С 1932 года началась эксплуатация тепловозов[уточнить].
В августе 1934 года войска США покинули Гаити.
Были построены три линии с шириной колеи 1067 мм (две из которых были закрыты в 1960-е годы), а также линия с шириной колеи 762 мм, принадлежавшая частной компании и имевшая длину 121 км.
В 1969—1971 годы протяжённость железной дороги составляла 376 км.
В 1970-е эксплуатация всех железных дорог была целиком прекращена, однако в 1990-е годы действовал участок протяжённостью в 40 километров.
Железнодорожная связь с Доминиканской Республикой полностью отсутствует.

## Трамвай

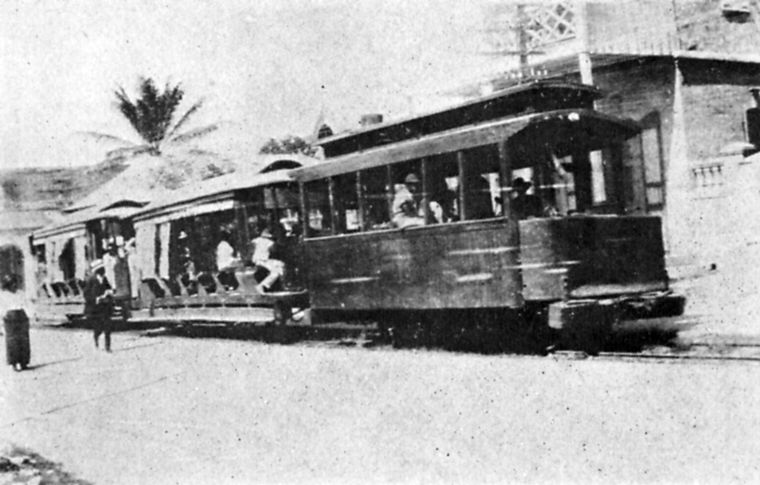

В Порт-о-Пренс в 1878—1888 и 1897—1932 гг действовали трамвайные системы. Открытая в 1897 году трамвайная линия имели ширину колеи 762 мм, паровые трамвайные вагоны для неё были закуплены в Мюнхене на Lokomotivfabrik Krauss. В 1932 году трамвайные линии в столице государства были убраны, а подвижной состав попал на железнодорожные линии в сельской местности, где использовался вероятно до 1990-х годов.